# ISeries
iSeries – rodzina średnich (midrange) serwerów IBM opartych na procesorze PowerPC, sterowanych za pomocą systemu operacyjnego i5/OS (Dawniej OS/400, razem z LIC nazwane AS/400) z możliwością dodatkowego uruchamiania systemów AIX, Windows i Linux na zintegrowanym serwerze (w postaci karty rozszerzeń) xSeries (IXS). Oficjalnie znana jako eServer System i, rodzina iSeries jest przeznaczona dla małych i średnich firm. Rodzina iSeries jest dostarczana z oprogramowaniem bazodanowym wbudowanym w system operacyjny, kontynuując tradycję System/38 z 1978 r. Dostępnych jest dla niej ponad 20 tys. gotowych aplikacji, napisanych zwykle za pomocą języków RPG i COBOL. Językiem sterowania maszyny jest CL. Pierwotnie była to maszyna AS/400, powstała w 1988, pierwsze modele iSeries zostały wprowadzone w 2000 r. W 2004 r. IBM wprowadził na rynek eServer i5, ponownie zmieniając nazwę linii i stosując nowsze procesory PowerPC. Aktualna nazwa tej rodziny serwerów to IBM System i.